# Takeda Singen
Takeda Singen (1521–1573) Harunobu néven is ismert. Kai tartomány ura, a hadakozó fejedelemségek korának egyik nagy daimjója. Hadvezéri képességei, hódításai tették híressé, máig sokan a korabeli hadúr jellemvonásainak megtestesülését látják benne. A kor egy másik nagy hadvezérével, Ueszugi Kensinnel való vetélkedése és harcai legendásak.

## Családja
Takeda Singen apja Takeda Nobutora (1494-1574), anyja Ói-no-kata (Ói Nobutacu lánya, 1497-1552) volt.
Első felesége a Kantó-kanrei, Ógigajacu-Ueszugi Tomooki lánya volt. 1533-ban házasodtak össze, de az asszony egy évvel később meghalt. Második felesége az arisztokrata Szandzsó Kinjori lánya (Szandzsó-no-kata) volt, akitől elsőszülött fia, Takeda Josinobu (1538-1567) született. Mellékfelesége számos volt, közülük legjelentősebb Szuva Jorisige lánya (Szuva-gorjónin) volt, akitől későbbi örököse, Takeda Kacujori (1546-1582) született.

## Származása, korai évei
A Takeda-ház Kai tartomány kormányzója (sugo) volt, ám 1416-ban Takeda Nobumicu belekeveredett az Ueszugi Zensú-féle felkelésbe és elbukott. A Takedák egy időre el kellett, hogy hagyják a tartományt, a sóguni kegyelem révén való visszatérésükkor (1438) pedig azt találták, hogy a kormányzóhelyettes Atobe-ház átvette a hatalmat. A kormányzói hatalom helyreállítása csak Takeda Nobumasza idejében sikerült, aki 1465-ben legyőzve az Atobék seregét elfoglalta a kormányzói széket. Nobumasza az Entoku-időszakban (1489-92) visszavonult, a ház és a tartomány vezetését idősebbik fia, Takeda Nobucuna szerezte meg öccsét, Nobujosit legyőzve, aki apja kedvenceként szintén vágyott a daimjói pozícióra.
Nobucuna fia, Takeda Nobutora apja örökébe 1507-ben, mindössze 14 évesen lépett. A Takeda-ház élén pozícióját azonnal megtámadta a nagybátyja, Takeda Nobujosi, akinek legyőzése után a tartomány földbirtokosainak lázadása tette próbára képességeit. A vele szembeszegülő földbirtokosok egyik vezetőjét, Ói Nobutacut a szövetségesévé fogadta, feleségül vette annak lányát (Ói-dono, Ói-no-kata), aki Singen anyja lett.
1521-ben, a Singen születését közvetlenül megelőző időszakban Nobutorának addigi pályája legnagyobb válságával kellett szembenéznie, amikor a szurugai Fukusima Maszasige támadt a birtokaira hatalmas, 15 000 fős sereggel, amivel szemben Nobutora csak mintegy 2000 katonát tudott felvonultatni. A létszámbeli hátrány ellenére a Takeda-sereg bátran harcolt, már októberben összecsaptak az ellenséggel, száz fő feletti veszteséget okozva neki, majd az óvatosabbá vált Fukusima-haddal szemben táborozva várták annak hadmozdulatait. Végül november 23-án a két sereg újra megütközött Kamidzsó-kavaharánál, az eredmény Nobutora elsöprő győzelme lett, Fukusima Maszasige több, mint 600 katonájával együtt elesett, a sereg visszamenekült Szurugába. Bár a Kójógunkan, a legismertebb Takeda-história Singen születését a csata napjára teszi, valójában korábban, november 3-án született, a Jógaijama-erődhöz tartozó Szekiszuidzsi-templomban. Születése után a Kacucsijo (kb. „győzelem ezer koron át”) nevet kapta a harctéren aratott diadal miatt igen jó hangulatban levő apjától.
A Fukusima feletti győzelem megszilárdította Takeda Nobutora helyzetét, adót vetett ki, igyekezett gazdaságilag is megerősíteni birtokát.
A térség politikai helyzetének meghatározó elemeként ekkoriban alakult ki a négy jelentős ház, az Ueszugi, a Takeda, az Imagava és a Hódzsó egyensúly-politikája. 1531-ben Imagava Udzsiteru és Takeda Nobutora között háború robbant ki, az Imagava-birtokok felé menetelő Takeda-sereg ellen Udzsiteru szövetségesének, Hódzsó Udzsicunának a segítségét kérte, aki el is indult seregével fővárosából, Odavarából, ám vissza kellett fordulnia, amikor Takeda Nobutora kérésének megfelelően Ueszugi Tomooki egyenesen Odavara ellen indult. A Hódzsó-sereg visszafordulásának hírére Tomooki is visszavonult, a Takedák és az Imagavák pedig megütköztek ugyan, de döntő fölényt egyik félnek sem sikerült kiharcolnia.

## A Takeda és az Imagava házak kapcsolata
Takeda Nobutora és az Imagavák kapcsolatában 1532-ben állt be változás, amikor az Imagava-daimjó, Imagava Udzsiteru meghalt, örökösének a személyében pedig a ház vezetői nem tudtak megegyezni. Nobutora úgy döntött, beavatkozik a válságba az egyik jelölt, az elhunyt daimjó féltestvére oldalán – ezt az ifjút Udzsiteru hatalomra kerülése idején a kor szokásainak megfelelően kolostorba küldték, a Zentokudzsi templomban élt Sóhó szerzetesi néven. Nobutora döntésében szerepet játszhatott, hogy korábbi ellensége, a szurugai Fukusima-ház Sóhó testvérét támogatta, aki szintén szerzetes volt. Sóhó és pártja végül győzelmesen került ki a harcból és a fiatal szerzetes Imagava Josimoto néven elfoglalta helyét az Imagavák daimjójaként. Nobutora az ellenpárt hozzá menekült tagjait szeppukura kényszerítette, amely tettével kiváltotta saját emberei rosszallását is, a Takeda-hivatalnokok jó része tiltakozásul elhagyta a szolgálatát.
A Takedák és az Imagavák kapcsolata ettől kezdve baráti lett, Josimoto közbenjárása segített, hogy a kiotói arisztokrata Szandzsó Kinjori lányát eljegyezzék Nobutora fiával, Nobutora pedig 1533-ban saját lányát Josimotóhoz adta feleségül.
Kacucsijót 1536-ban, 15 évesen avatják felnőtté (genpuku 元服), ekkor veszi fel a Harunobu nevet. A haru (晴) az Asikaga-sógunátus 12. sógunjának, Asikaga Josiharu-nak az ajándéka volt, a nobu (信) pedig a Takeda-házban hagyományos írásjegy (cúdzsi 通字).

## Hódítások Sinanóban
Takeda Nobutora először 1527-ben tört be a szomszédos Sinano tartományba, kihasználva, hogy az egyik ottani várúr a segítségét kérte ellenfeleivel szemben. 1528 augusztusában kerül első alkalommal szembe a jelentős birtokokkal rendelkező Szuva-házzal: Nobutora serege Szuva Jorimicu és fia, Joritaka hadaival csapott össze, de vereséget szenvedett.
1539-ben meghalt Szuva Jorimicu, utódja az unokája lett Szuva Jorisige néven. Takeda Nobutora nem habozott kihasználni a lehetőséget, a sinanói Szaku járás ellen indult seregével, előtte szövetségre kényszerítve a meggyengült Szuva családot, aminek megpecsételéseként egyik lányát el is jegyezte Szuva Jorisigével. A sikeres hadjárat után megtartották az esküvőt, a két ház ettől kezdve szövetségi kapcsolatban állt egymással.
1541 májusában Takeda Nobutora fia, Harunobu társaságában újra hadat vezetett Sinanóba, a cél ezúttal Ogata járás volt. A hadjáratban részt vett a szövetséges Szuva és az újonnan a szövetségbe vont jelentősebb helyi földbirtokos, Murakami Josikijo is. A győzelemmel végződő hadjárat után a Takeda-sereg visszahúzódott saját tartományába, ám útközben Harunobu megfosztotta apját a daimjói címtől és száműzte Nobutorát.

## A hatalomátvétel
Harunobu hatalomátvételének a körülményei nem teljesen tisztázottak. Az események magyarázataként öt lehetőséget vázol fel a szakirodalom:
- Takeda Nobutora rossz politikát folytatott, elégedetlenséget szítva birtokain,
- Imagava Josimoto cselszövése váltotta ki, aki meg akarta bontani apa és fiú rá nézve veszélyes egységét (a Kai kokusi című krónika változata),
- A puccsot a Nobutora egyszemélyi uralmával elégedetlen vazallusok szervezték meg, bevonva Harunobut,
- A Takeda-ház emberei súlyos nézeteltérésbe keveredtek Nobutorával a további hódító politika ügyében,
- Imagava Josimoto és Takeda Harunobu közösen tervelték ki az akciót (a Kójógunkan című krónika változata).

Bármi is történt, tény, hogy június 14-én Takeda Nobutora a hazafelé vezető útjáról az Imagavák központjába, Szunpu-ba ment, Harunobu pedig Kai fővárosába, Kófuba visszatérve két nap múlva, 16-án közölte vazallusaival, hogy apja nem fog hazatérni többé, 17-én háztartásával együtt átköltözött a palota addig apja által lakott részébe, 28-án pedig megtartották hatalomba lépésének hivatalos szertartását is.

## Sinanói terjeszkedés
A hatalom átvétele után Takeda Harunobu figyelme Sinano tartomány Szuva járása felé fordult. A Takeda-Szuva szövetség már Harunobu hatalomralépésekor megbomlott: Szuva Jorisige nem bírt ellenállni a kísértésnek és Sinano kormányzójával, Ogaszavara Nagatokival együtt betört Kaiba. Takeda Harunobu visszaverte a támadást, ettől kezdve a Szuvákra ellenfélként tekintett.
1542-ben, amikor a Szuvák birtokain lázadásközeli állapot alakult ki, az alkalmat megfelelőnek vélő Harunobu felajánlotta segítségét a Takató Joricugu vezette lázadóknak. Júliusban a Takeda-sereg betört a Szuva-birtokra, Szuva Jorisige pedig, haderejét gyengének ítélve a fegyveres ellenállásra Kuvabara várába vonult vissza. Négy nap alkudozás után végül megadta magát, megnyitva a várat Harunobu csapatai előtt. Őt és öccsét, Joritakát a Takeda-központba, Kófuba vitték, ahol július 22-én mindkettőjükkel végeztek.
A Takedákkal szövetségre lépett Takató Joricugu erősen sérelmezte, hogy a győzelem után a Szuvák volt birtokainak egy egészen kis részével kellett beérnie, s még az év szeptemberében több helyi birtokossal szövetkezett a Takedák ellen, elfoglalta a Takedák által megszállt Uehara várát és Szuva járás nagy részét az uralma alá hajtotta.
Harunobu egyik hadvezérét, Itagaki Nobukatát azonnal ellene küldte, majd maga is nagy sietséggel elhagyta Kófut és Sinanóba indult. A két sereg Mijakavánál csapott össze, ahol a Takedák döntő vereséget mértek ellenfelükre, s a következő évben (1543), amikor Uehara várát is visszafoglalták, a Szuva járás feletti Takeda-uralom stabilizálódott. A járás parancsnokául (gundai) Harunobu Itagaki Nobukatát nevezte ki.
1545-ben Takeda Harunobu a Takató maradékának a megsemmisítésére indult. Takató Joricugu az ellenállást értelmetlennek ítélve elmenekült, a Takeda-had pedig megtámadta és legyőzte Sinano Ina járásának utolsó nagyobb birtokosát, a Fudzsizava-házat, így az egész járást uralma alá hajtva.
A Takeda-haderő már 1543-ban behatolt a tartomány Szaku járásába is, legyőzve az ottani birtokosok közül a Mocsidzukit, majd az Óikat is. 1546. májusától a következő év májusáig azon a területen harcoltak, sorra hódoltatva be a kisebb daimjókat, megszerezve Szaku nagy részét, utolsóként a Siga-vár urát, Kaszahara Kijosigét hagyva. Amikor 1547-ben a Takeda-sereg visszatért Kaiba, Kijosige biztos volt benne, ő lesz a következő hadjárat célpontja. A Takedák ellenállhatatlan előrenyomulása felkeltette minden, környékbeli birtokos veszélyérzetét is, így amikor a Kaszaharák kétségbeesetten szövetségeseket kezdtek keresni, hamar szót értettek velük. Még a szomszédos Kózuke tartomány nyugati részét uraló Ueszugi Norimasza is támogatásáról biztosította őket, így várták a Takedák támadását.
Harunobu 1547 júliusában indította el seregét, 24-én megkezdték Siga erődjének ostromát. A védők számát növelte a Kaszahara Kijosigével rokoni kapcsolatban álló kózukei Takada-család hadereje, valamint segítséget kértek Ueszugi Norimaszától is, aki tábornokát, Kanai Hidekagét küldte a vár felmentésére – ez a sereg azonban belefutott a Harunobu által ellenük küldött Takeda-hadtestbe és súlyos vereséget szenvedve visszavonult. Az ostromlók végül el tudták vágni a vár vízvezetékét, a víz nélkül maradt védők (300 katona maradt csak életben ekkorra már) pedig megadták magukat. Takeda Harunobu uralma Szaku fölött teljessé vált.
Szaku vidékének meghódításával Takeda Harunobu számára világossá vált, hogy a Sinano tartomány északi és keleti részén jelentős földeket birtokló Murakami Josikijóval meg kell küzdenie, amennyiben folytatni kívánja terjeszkedését.
1548 februárjában vonult fel seregével a Murakami központja, Szakaki közelében levő Uedaharánál – Murakami Josikijo úgy döntött, inkább nyílt ütközetben csap össze a Takeda-sereggel, s maga is kivonult katonáival. A csatára február 14-én került sor, s bár Takeda Harunobu jelentős számbeli fölényt tudhatott magáénak, a terepet sokkal jobban ismerő, végsőkig elszánt Murakami-sereg nagy győzelmet aratott. Harunobu egyik legjobb tábornoka, Itagaki Nobukata holtan maradt a csatatéren, maga Harunobu is megsebesült.
Ez a győzelem komolyan megnövelte a Takedákat már-már legyőzhetetlennek vélő Sinano-beli daimjók önbizalmát, a Takedák által már elfoglalt területek is lázongani kezdtek.
Szuva elfoglalása után Takeda Harunobu viszonya feszültté vált a macumotói síkot birtokló Ogaszavara Nagatokival is, akinek a családja eredetileg a tartomány kormányzója volt.
1550-ben indították el a Takedák az Ogaszavarák elleni támadást, Harunobu célja a fővárosuk, Sinpu elfoglalása volt, mint az a hadjárat előtti fogadalmából kiderül.
A hadjárat jól haladt, sorra foglalták el az Ogaszavarák fennhatósága alá tartozó erődöket, egy sor földbirtokos pedig önként állt át a Takedákhoz, a közeledő sereget meglátva. Ogaszavara Nagatoki végül Hirasze várába szorult vissza és Murakami Josikijóhoz fordult segítségért.
Harunobu az elfoglalt várak közül Fukasi várának az újjáépítésébe kezdett, hogy Sinano maradék területeinek a meghódításához mint előretolt helyőrséget használhassa.
A nyári sikereken felbuzdulva Harunobu ősszel újra támadásba lendült, s bár az Ogaszavarák erősen bíztak Murakami Josikijo segítségében, az inkább az óvatosságot választotta, hagyva szövetségesét egyedül küzdeni a Takedák túlerejével. Nagatoki végül maradék várait is feladva a hegyek közé szorult vissza.
1551-ben a Takedák felújították a hadjáratot, immár Fukasi várát használva bázisul, s őszre a valaha az Ogaszavarák által birtokolt valamennyi terület Takeda Harunobu kezébe került.
Murakami Josikijo bizonyult a legkeményebb ellenfélnek Takeda Harunobu számára. A Murakamik kezében levő Toisi várát Harunobu sikertelenül próbálta elfoglalni, sőt a védők ellentámadása több, mint ezer katonájának az életébe került. Kettejük harcában a fordulat 1551 májusában következett be, amikor a kitűnő helyi kapcsolatokkal rendelkező, korábban a Takedák szolgálatába lépett Szanada Jukitaka váratlan támadással bevette Toisi erődjét.
Még ugyanebben az évben megadásra kényszerítették a Takeda-hódításnak még ellenálló sinanói földbirtokosokat, így az egyetlen még talpon lévő ellenség Murakami Josikijo maradt.
A Murakamik elleni végső támadást két évvel később, 1553 elején indította el Takeda Harunobu. Sorra foglalta el a Murakamik kezén lévő erődöket, áprilisban pedig teljes hadseregét tizenkét tábornoka parancsnoksága alatt összegyűjtve a Murakami-központ, Kacurao ellen indult. Murakami Josikijo nem várta be a sereg megérkezését, várát feladva elmenekült a tartományból, Ueszugi Kensin oltalmába ajánlva magát.
1553 végén, amikor Takeda Harunobu Sinano tartomány utolsó, még nem a hatalmába került területeit igyekezett meghódoltatni, egy új, minden eddiginél erősebb ellenfél bukkant fel. Ueszugi Kensin, aki növekvő aggodalommal figyelte a Takedák északi irányú előrenyomulását, seregével behatolt Sinanóba és Kavanakadzsima mezején ütött tábort.
Harunobu félbeszakította valamennyi hadjáratát, seregeit egyesítve indult az új veszéllyel szembeszállni.

## Harcok Kavanakadzsimánál
Takeda Harunobu és Ueszugi Kensin Kavanakadzsimánál először 1553-ban találkoztak, amit bár az 1. kavanakadzsimai ütközetként ismer a történelem, valójában némi tapogatózáson túl komoly összecsapás nem történt.
Harunobu ezt követően minden erejével az Ueszugik elleni harcra kívánt koncentrálni, ezért sietve szövetséget kötött a birodalmát délről határoló nagyurakkal, a Hódzsókkal és az Imagavákkal. Ezt követően, igyekezve belülről is bomlasztani az Ueszugi-birodalmat, 1554-ben lázadásra bírta az Ueszugik alá tartozó Kitadzsó Takahirót, aki hadra kelt ugyan, de a megígért katonai segítség a Takedáktól nem érkezett meg, így két hónap küzdelem után elbukott.
Ueszugi Kensin a Kitadzsó-lázadás elfojtása után azonnal a felkelés hátterében sejtett Takedák ellen fordult, 1555 tavaszán betört Sinanóba. Kensin a kavanakadzsimai síkságra való megérkezése után a Takedák szövetségében álló Aszahijama-erőddel szemben állította fel táborát, a rövidesen szintén a helyszínre érkező Takeda-sereg pedig hat kilométerrel távolabb vert tábort. A Sózanki című krónika beszámolója szerint Takeda Harunobu seregében nyolcszáz íjász mellett háromszáz puskás katona is volt, ami annak fényében jelentős adat, hogy a puska Japánba kerülése óta mindössze tizenkét év telt el.
A két sereg összecsapására 1555. július 19-én került sor. A beszámoló szerint a Takeda-tábor mellett lévő Szai-folyón átkelni igyekvő Ueszugi-sereg a Takedák ellentámadásának hatására visszavonult. A krónika nem közli a küzdelem végkimenetelét, ám abból a tényből, hogy Takeda Harunobu a csata után tíz ún. jutalomlevelet (kandzsó) adott ki, szemben a Kensin által adományozott eggyel, arra következtethetünk, hogy a csata győztesének a Takedák tekinthetők. Ez volt a 2. kavanakadzsimai ütközet.
1557 elején Takeda Harunobu abban bízva, hogy a hegyeket borító nagy hó miatt az Ueszugik nem képesek átkelni az Ecsigo és Sinano határán lévő hegyláncon, elindította seregét, sorban elfoglalva a síkságon lévő Ueszugi-erődöket, ellenőrzése alá vonva Kavanakadzsima középső részét. Ueszugi Kensin áprilisban tudott csak átkelni Sinanóba, a síkra megérkezve az elvesztett várak közül néhányat visszafoglalt, közben folyamatosan kereste a lehetőséget a Takeda-fősereggel való megütközésre, amit Harunobu, aki egy távoli erődből irányított csupán, gondosan elkerült. A hadi események az év hátralévő részében folytatódtak, ám döntő összecsapásra nem került sor.

### A 4. kavanakadzsimai csata
1558-ban a sógun, Asikaga Jositeru szembekerült a központi térség két nagybirtokosával, Mijosi Nagajosival és Macunaga Hiszahidével, és a túlerő elől menekülni, a fővárost elhagyni volt kénytelen. Szorult helyzetében számított mind az Ueszugik, mind a Takedák segítségére, ezért a két nagyurat békekötésre szólította fel. A harcok ekkor köztük valóban abbamaradtak, mivel mindkettten már megszerzett pozícióik sóguni elismerésére törekedtek. Harunobu Sinano kormányzóságát szerette volna megkapni, arra hivatkozva, hogy a poszt betöltetlen (ami igaz is volt, hiszen az utolsó kormányzót, Ogaszavara Nagatokit éppen ő üldözte el). Kensin a kantó-kanrei méltóságára vágyott, amelyet 1558-ban vett át az Ueszugi családnévvel együtt, a Kantóból a Hódzsók által elűzött és hozzá menekülő Ueszugi Norimaszától. A kinevezést biztosítandó 1560-ban Kensin a fővárosba utazott, ahol számításainak megfelelően meg is kapta az áhított méltóságot.
Ezután eleget kívánt tenni az elűzött kanrei kérésének, aki bosszút fogadott a Hódzsók ellen, s még 1560-ban hadjáratot vezetett a Kantóba, egészen a Hódzsó-központig, Odavaráig jutva el, amit ostrom alá is vont. Harunobu nem késlekedett a kedvező alkalom kihasználásával, rávette a Kaga és Eccsú tartományokat irányító Hongandzsi templom vezetőit, hogy Kensin távollétében támadjanak rá Ecsigóra. Kensinnek emiatt az ostromot félbehagyva vissza kellett sietnie birtokaira.
Közben Takeda Harunobu előkészületeket tett a harcok folytatására: Kavanakadzsima síkján erődöt építtetett a további hadjáratok támogatására, ez volt a Kaizu-erőd.
1561 júniusában Ueszugi Kensin visszatért a Kantóból és azonnal hozzáfogott, hogy minden katonai erejét összpontosítva lesújtson a Takedákra. Serege augusztusban hagyta el Ecsigót és egyenesen a kavanakadzsimai síkra vonult. A fenyegető veszély hírét megkapva Takeda Harunobu (aki 1559 óta szerzetesi nevén, Singenként volt ismert) is hadat gyűjtött és a szorongatott Kaizu-erőd segítségére sietett.
A két sereg 1561. szeptember 10-én csapott össze, ez volt a 4. kavanakadzsimai ütközet, mind közül a legvéresebb. Az Ueszugi-tábor eredetileg a Szaidzso-hegyen volt, ahonnan Kensin a sereget az éj leple alatt átvitte a folyón, így hajnalban meglepetésszerű támadást intézett a Jahata-síkon álló Takedák ellen. A csata a Takedák szempontjából rendkívül kedvezőtlenül indult, a küzdelemben elesett Takeda Nobusige, Singen öccse és egy sor kiváló tábornok is. Azonban, a még az éjszaka az Ueszugi-tábor ellen küldött Takeda-hadtest az időközben kiürített Szaidzso-hegyről a síkra ereszkedett és a kritikus pillanatban oldalba támadta az Ueszugikat. A két sereg végül visszavonult, mindkét fővezér saját magát érezte győztesnek. Kutatók azonban felhívják a figyelmet arra, hogy a csata utáni jutalmazáskor Ueszugi Kensin mindössze dicsérő okleveleket osztott, méltatva tisztjei érdemeit, Takeda Singen viszont értékes földadományokkal tüntette ki a harcban kiemelkedő teljesítményt nyújtó katonáit – ebből arra következtethetünk, hogy a valódi győzelem a Takedáké volt.

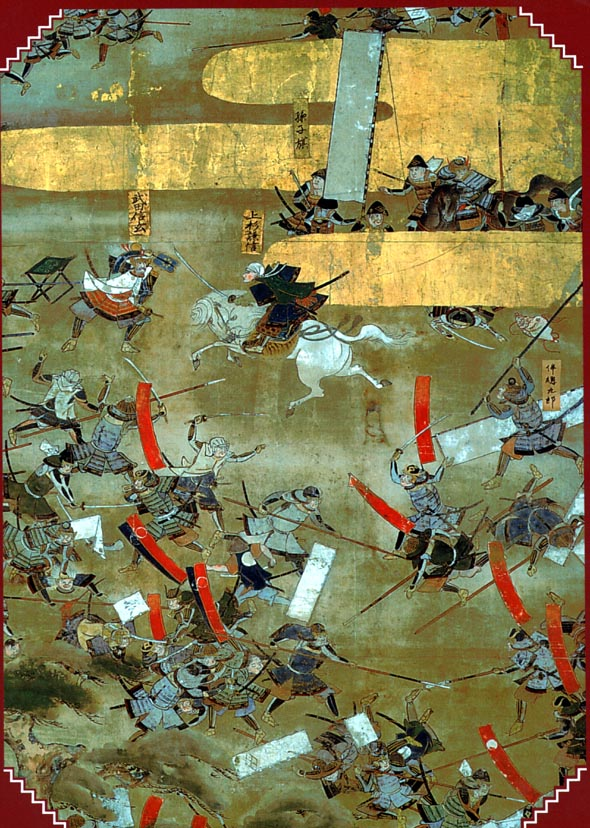
Battle of Kawanakajima in 1561

1562-ben Takeda Singen szövetségesével, Hódzsó Udzsijaszuval együtt Kózuke tartomány nyugati részén hódított, számos, az Ueszugikhoz tartozó várat elfoglalva igyekeztek Ueszugi Kensin kózukei befolyását csökkenteni.
1563-ban a Takeda-Hódzsó hadsereg általános támadást indított az Ueszugikhoz tartozó erődök ellen, amire Kensin a következő évben a Kantó elleni hadjárattal válaszolt.
1564-ben Singen szövetségeseit mozgósítva azokat északi irányból Ecsigo ellen küldte, maga pedig Kavanakadzsima felől az Ueszugi-központ, Aszukajama felé vezette seregeit. Márciusban átlépte Sinano és Ecsigo határát, sorra égette fel az ecsigói falvakat. A Kantóból sietve visszaérkező Ueszugi Kensin azonban visszaverte az északról támadó erőket, majd több, addig a Takedák által elfoglalt várat is visszavéve meghiúsította Singen terveit.
Augusztusban Kensin a Kavanakadzsima-síkságig hatolt seregével, Singen erre válaszul hamarosan megérkezett, a Siozaki-erőd mellett ütve fel táborát. A két sereg hatvan napon át nézett farkasszemet egymással – Singen nem mutatott hajlandóságot a nyílt ütközetre, Kensin pedig, látva, hogy a terület lényegében már a Takedák fennhatósága alatt áll, nem vállalta az általános támadás kockázatát.
Kensin októberben, miután nyugtalanító híreket kapott a Hódzsók mozgásáról, egy tábornoka vezetésére bízva a síkon állomásozó csapatait visszatért Aszukajamába. Az 5., egyben utolsó kavanakadzsimai ütközet így ért véget, Ueszugi Kensin és Takeda Singen többé nem találkoztak a csatamezőn.

## Hódítás Kózukéban
Takeda Singen szövetségi politikája a Hódzsókkal és az Imagavákkal való megegyezésre irányult, így biztosítva a hátát Sinano meghódításakor. Kózuke tartomány nyugati része nagyrészt Ueszugi-szövetségben állt, így a Kensinnel hadban álló Takeda-ház számára a terjeszkedés lehetséges irányának számított. Ueszugi Kensin sokáig képes volt sakkban tartani ellenfelét, megakadályozva így a Kózuke felé történő hatékony Takeda-támadást, ám a kavanakadzsimai harcok elültével Singen figyelme ismét arrafelé fordult.
1665-ben a vele jó kapcsolatot ápoló eccsúi felkelőket Kensin birtokai ellen küldte, így kötve le annak erőit, maga pedig a Nyugat-Kózuke elleni hadjárat élére állt. Ueszugi Kensin segítsége nélkül az ottani daimjók nem voltak képesek sokáig ellenállni, 1666. februárjára Nyugat-Kózuke Takeda kézbe került.
1667-ben Singen elfoglalta az utolsó, hatalmával még dacoló erődöket, majd az év végéig megszervezte Kózuke megszállt részének a felosztását saját emberei között, s a földeket felmérve kiszabta a neki járó adókat.

## Szuruga elfoglalása
Miután 1560-ban az okehadzamai csata során Imagava Josimoto elesett, a Szuruga és Tótómi tartományokat uraló Imagava-ház válságos időket élt át. A ház vezetése végül Imagava Udzsizane kezébe került, akinek a hatalma azonban csak árnyéka volt annak, amit még Josimoto fel tudott mutatni. Ezek a körülmények nem kerülték el Takeda Singen figyelmét.
Elsőszülött fia és örököse, Takeda Josinobu azonban, akit szoros szálak fűztek az Imagavákhoz (Imagava Josimoto lánya volt a felesége), határozottan ellenzett minden ellenük irányuló tervet, így a Takedák sokáig nem próbálkoztak déli irányú hódítással.
1567-ben azonban Josinobu fellázadt az apja ellen, aki szeppukura kényszerítette ezért. Feleségét visszaküldték családjához, az Imagava-központba, Szunpuba – ettől kezdve a két ház viszonya feszültté vált, az Imagavák leállították a tenger felől saját területeiken át Kaiba irányuló sószállítmányokat is.
1568-ban Singen követeket küldött az időközben Mikava tartomány urává lett Tokugava Iejaszu-hoz, s a két daimjó megegyezett az Imagava-birtokok felosztásában, a Tokugavák Tótómira, a Takedák pedig Szurugára tartottak igényt.
Singen a jól bevált taktikát próbálta újra megvalósítani: egy Ueszugi-vazallust, Hondzsó Sigenagát Ecsigóban lázadásra bírt, így kívánva lefoglalni Ueszugi Kensin figyelmét a hadjárat idejére. Kensin azonban gyorsan cselekedett és Sigenaga hamarosan beszorult a várába, Singen pedig nem tehetett mást, mint déli hadjáratát félbehagyva a segítségére sietni.
A Szuruga elleni támadásra emiatt csak 1569 elején kerülhetett sor. A tartományba betörő Takeda-sereggel Imagava Udzsizane ugyan nyílt csatában szembe akart szállni, de addigra Singen annyi Imagava-vezért csábított át a maga oldalára, hogy Udzsizane nem vállalhatta a harcot, vissza kellett vonulnia Szunpuba, ám rövidesen onnan is menekülnie kellett.
A Takedák akciójával egy időben, a megegyezésnek megfelelően Tokugava Iejaszu is betört Tótómi tartományba, nyugat felől szorongatva a már amúgy is komoly bajban levő Imagava Udzsizane csapatait. Ekkor történt, hogy egy Takeda-tábornok, Akijama Nobutomo seregét Tótómiba vezette, sőt megütközött több Tokugava-csapattal. Iejaszu rendkívül felháborodott a szerződésszegésen, a Takedák és a Tokugavák szövetsége ekkor felbomlott.
Iejaszu gyorsan alkalmazkodott az új helyzethez, szövetséget kötött a Hódzsókkal és az Ueszugikkal is, a menekülőben levő Imagava Udzsizanénak pedig felajánlotta, hogy Tótómi egy részéért cserébe támogatja őt Szunpu visszafoglalásában. Singen a Takeda-ellenes szövetség erejét látva nem tehetett mást, áprilisban visszavonult, átengedve Szunput a Hódzsó-Tokugava hadseregnek. Imagava Udzsizane májusban megadta magát Hódzsó Udzsimasza előtt, aki a védelméről biztosította.
1569 nyarán Takeda Singen általános támadást indított időközben megszaporodott ellenfelei ellen Szuruga birtoklásáért. A Hódzsókat gyengítendő betört Izu tartományba, egyik hadteste megfutamította Hódzsó Udzsinori (a daimjó, Udzsimasza öccse) seregét. Egy másik hadoszlopa Kózukébe behatolva ostrom alá vonta a Hódzsók egyik erődjét. Főserege Muszasi tartomány felé vette az útját, októberben egyesülve a Kaiból érkező erősítéssel magát Odavarát, a Hódzsó-központot támadta meg – a Hódzsók a már Ueszugi Kensin ellen is bevált védekező taktikát választva bezárkóztak az erődbe. Singen hamarosan felhagyott az ostrommal és visszavonult, ezt látva a Hódzsó-sereg kivonult a várból és megtámadta a Takedákat, ám Singen hadserege még védekezésben is nagyon erősnek bizonyult, a Mimasze-szorosban vívott csatában a Hódzsók jelentős veszteséget szenvedtek.
Singen egy időre Kaiba húzódott vissza, de a következő év megint a harcmezőn találta őt: 1570 januárjában felújította a Szuruga elleni támadást, májusban megütközött Hódzsó Udzsimasza és a fia, Udzsinao seregeivel, majd Izu és Szuruga tartományokban több erődöt is elfoglalt. 1571 elején újabb sikeres ostromokkal biztosította Szuruga feletti hatalmát.

## Harc Tokugava Iejaszuval
1572 elején váratlanul Tótómi ellen vonult, márciusban megostromolta Takatendzsin várát, de bevenni nem tudta. Tótómi tartomány Tokugava Iejaszu befolyási övezete volt, akit Singen egyértelműen a következő ellenfelének tekintett (a Hódzsó-házban közben örökösödési válság tört ki, így velük egy ideig nem kellett számolnia). Fiával, az újonnan örökössé kinevezett Takeda Kacujorival együtt a Tokugavák otthona, Mikava tartomány ellen vezetett hadjáratot, a tartomány keleti részét feldúlva, több erődöt elfoglalva és saját helyőrséggel látva el májusban visszahúzódott Kaiba.
Takeda Singen már az Ueszugi Kensin elleni hadjáratok idején jó kapcsolatot ápolt a dzsódosinsú buddhista szekta irányította felkeléssel, ezt a kapcsolatot igyekezett Oda Nobunaga ellen is kihasználni. Aggodalommal figyelte Nobunaga hatalmának növekedését, titokban segítette az ószakai Hongandzsi templomot, ami a Nobunaga útjában álló akadályok egyik legnagyobbika volt.
Amikor 1572 őszén a sógun, Asikaga Josiaki és Oda Nobunaga viszonya ellenségessé vált, Josiaki a Takedák támogatását kérte. Ueszugi Kensin az ecsizeni felkelőkkel bonyolódott hosszadalmas háborúba, így északi határai biztonságban voltak (ez persze nem akadályozta meg Singent abban, hogy a helyzetet kihasználva elfoglaljon néhány, a határ közelében fekvő Ueszugi-várat), ezért volt ideje egy Oda-ellenes szövetség kialakításán dolgozni. Asikaga Josiakit a támogatásáról biztosította, segítette a Hongandzsit, szövetségi kapcsolatot alakított ki az ecsizeni Aszakura, az Ómiban birtokos Azai házakkal, az iszei daimjó Kitabatake, a jamatói Macunaga csatlakozása után az Oda-területeket körbefogó, nagy erejű szövetséget alakítva ki. Oda Nobunaga hatalma komoly veszélyben forgott.
Nobunaga egyetlen, keleti szövetségese, Tokugava Iejaszu birtokai pedig éppen a Takedák terjeszkedésének az útjában feküdtek. 1572 augusztusában minden addiginál nagyobb szabású hadjáratot indított Tótómi ellen, miközben tábornokai közül Singen parancsára Jamagata Maszakage Mikava, Akijama Nobutomo pedig Mino keleti részét támadta meg (előbbi a Tokugavák, utóbbi az Odák birtoka volt). Számos erőd elfoglalása után Singen világossá tette, hogy egyszer és mindenkorra végezni akar Tokugava Iejaszuval: novemberben átkelt a Tenrjú-folyón és egyenesen annak központja, Hamamacu ellen vonult. Seregében ott volt szövetségese, Hódzsó Udzsimasza kétezer katonája is, így mintegy 27 000 fős, hatalmas hadsereget vezetett Tokugava ellen. Iejaszu serege még a Nobunagától kapott segédcsapatokkal is csak mintegy 11 000 katonát számlált. Iejaszu, bár tábornokai közül sokan a várba való bezárkózást javasolták neki, úgy döntött, nyílt csatában ütközik meg a Takeda-sereggel. A csatára december 22-én (nyugati időszámítás szerint 1573. január 25.) került sor Mikatagahara síkján, s bár a Tokugavák csapatai hősiesen küzdöttek, végül összeomlottak a Takedák ereje alatt, Singen nagy győzelmet aratott, Iejaszu alig tudott visszafutni várába.
Ez a győzelem nagyban hozzájárult Takeda Singen későbbi hírnevéhez: az egyetlen hadvezér volt, aki le tudta győzni Tokugava Iejaszut.

## Halála
Takeda Singen a mikatagaharai győzelem után a tél miatt nem folytatta az előrenyomulást, hanem seregével az áttelelésre készült fel.
1573 elején ostromgyűrűbe fogta Noda várát, amit egy hónapos ostrom után elfoglalt, február végén pedig elhagyta a területet, Nagasino várába vonult. Singen tevékenysége az ország központi részén folyó eseményekre is nagy hatással volt, Oda Nobunaga, aki az Aszakurák és az Azaik ellen vezetett hadjáratot, a Singen által Minóba küldött Akijama Nobutomo támadása és a nyomában kirobbant felkelés miatt abba kellett, hogy hagyja azt, Gifuba húzódott vissza. A kedvező helyzetet az Oda-ellenes szövetségnek azonban nem sikerült kihasználnia, mivel Aszakura Josikage Nobunaga visszavonulását látva maga is elvonult seregével és Singen ismételt felszólításai ellenére sem volt hajlandó újra hadra kelni.
Azai Nagamasza azonban folytatta a harcot, a sógun, Asikaga Josiaki is elszánt volt a Nobunaga elleni küzdelem folytatásában, a Hongandzsi is fegyverben állt.
Takeda Singen azonban már Noda vára alatt betegeskedni kezdett, a Nagasinóba való visszahúzódás sem segített, állapota folyamatosan rosszabbodott, ezért leállította a hadi előkészületeket és saját központjába, Kófuba indult. A visszaúton, április 12-én (nyugati időszámítás szerint május 13-án) meghalt. 53 éves volt. Halálát több okkal is magyarázzák, Kuroszava Akira Árnyéklovas c. filmje egy nodai muskétás orvlövésznek tulajdonítja a később végzetessé váló sebesülést.